# ムーヴ (企業)
有限会社ムーヴは、オリジナルデザインの車椅子を設計、製造するメーカーである。所在地は、神奈川県横浜市。

## 概説
- 2001年、横浜市にて設立。代表の廣川弘道氏は、インダストリアル・デザイナー。
- 2005年、アルミ製ツインチューブ構造の固定フレーム型車椅子を発売。横浜市と委託契約を結ぶ。
- 2006年、ツインチューブ構造のアルミ製固定フレーム車椅子「ラリー」シリーズを開発。
- 2007年、ツインチューブ構造のカーボンファイバー製折りたたみ型車椅子「ラリーカーボン」シリーズを開発。財団法人日本産業デザイン振興会のデザイン&ビジネスフォーラムより「デザイン・エクセレント・カンパニー賞」を受賞。ダイヤモンド社刊行の書籍「デザイン思考がビジネスを革新する〜デザインエクセレントな経営者28人の極意」に掲載される。
- 2018年、マグネシウムダイキャストのピボットとマグネシウムパイプで構成した＜ラリーマグネシウム＞を開発、テクニカルショウ横浜2018出展.
- 2018年、＜ラリーマグネシウム＞発売、電動アシストモデル・スマートドライブも発売。